# Vital de Salzbourg
Pour les articles homonymes, voir Saint Vital.
Vital de Salzbourg fut évêque de Salzbourg, évangélisateur de l'Autriche. Saint catholique, il est fêté le 20 octobre.
Mort vers 730, il était réputé pour sa douceur, sa charité, son esprit de conciliation et son indulgence. 

## Source
- Nominis